# Кязимов, Салахаддин Иса оглы
Салахаддин Гасан оглы Кязимов (азерб. Salahəddin Həsən oğlu Kazımov; 22 декабря 1920, Касс, Закатальский уезд, Азербайджанская ССР — 2 июля 1978, Баку) — генерал-майор внутренней службы, заместитель министра внутренних дел Азербайджанской ССР. В годы Великой Отечественной войны — командир артиллерийского дивизиона, Герой Советского Союза.

## Боевой путь
Салахаддин Иса оглы Кязимов родился 22 декабря 1920 года в городе Закаталы, по другим данным в селении Касс Закатальского района, в семье учителя. Согласно одним источникам, в том числе и документам — азербайджанец, по другим — аварец,  , по другим данным — цахурец. Окончил физико-математический факультет Азербайджанского педагогического института в Баку. В 1941 году был призван в армию. В 1942 году окончил ускоренный курс Тбилисского артиллерийского училища.
С апреля 1942 года — на фронте.
В июле 1943 года участвовал в сражении на Курской дуге. За три дня непрерывных боёв батарея Салахаддина Кязимова уничтожила 12 танков и 16 автомашин противника. За доблесть в боях был награждён орденом Красного Знамени.

Мемориальная доска на стене дома в Баку, в котором жил Салахаддин Кязимов

К сентябрю 1943 года командовал батареей 62-го артиллерийского полка 8-й стрелковой дивизии 15-го стрелкового корпуса 13-й армии Центрального фронта. При форсировании реки Днепр в ночь на 22 сентября 1943 года у села Навозы (Днепровское, Черниговского района Черниговской области) управлял огнём батареи, уничтожая огневые точки противника, чем содействовал переправе подразделений полка на правый берег Днепра. 23 сентября переправился с батареей через Днепр, участвовал в боях за расширение плацдарма в районе деревни Верхние Жары (Брагинский район Гомельской области). В двенадцатидневном сражении за захват и расширение плацдарма на правом берегу Днепра его артиллеристы уничтожили 11 танков и до 180 солдат и офицеров противника.

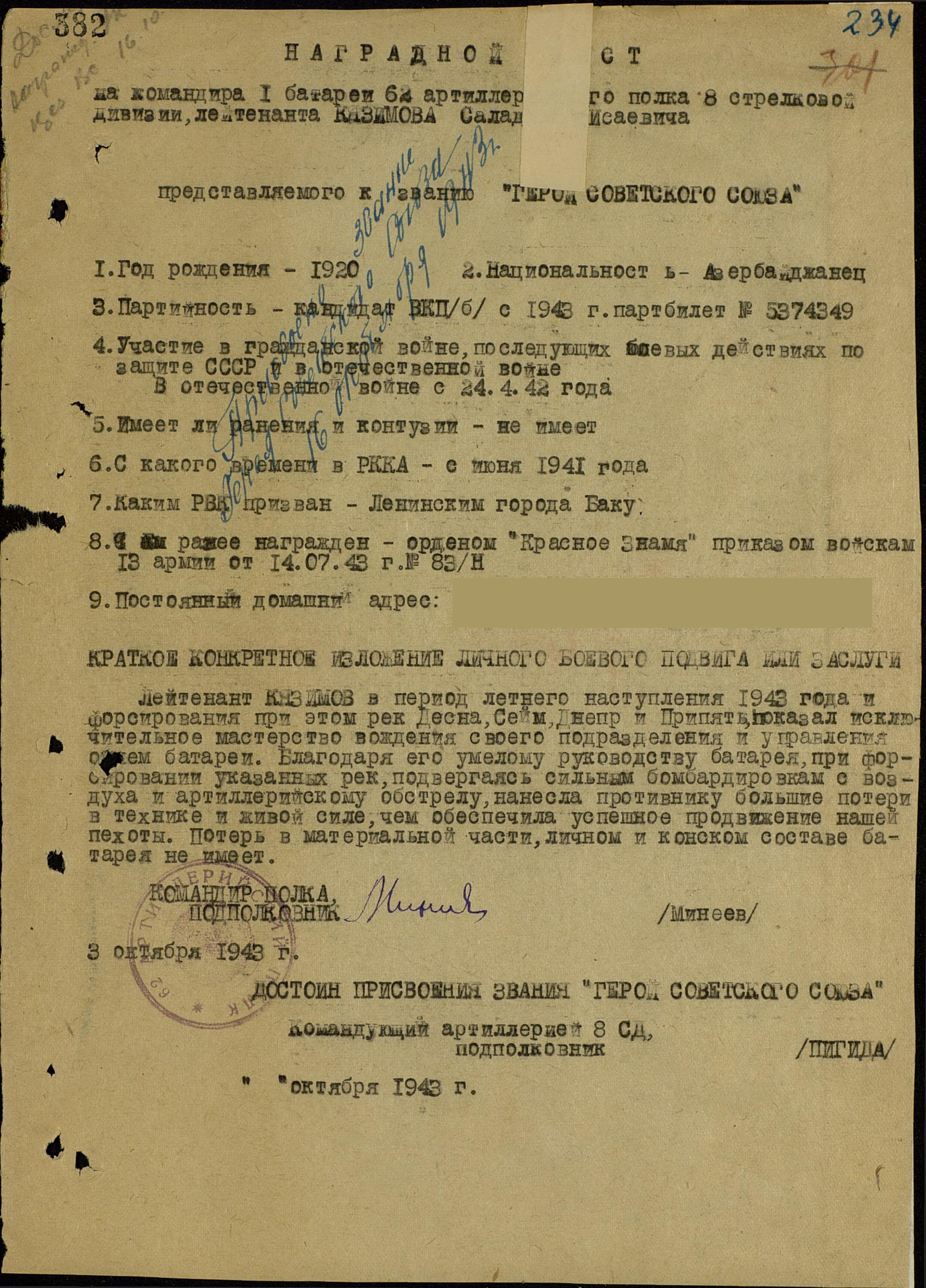
Наградной лист о присвоении Кязимову звания Герой Советского Союза

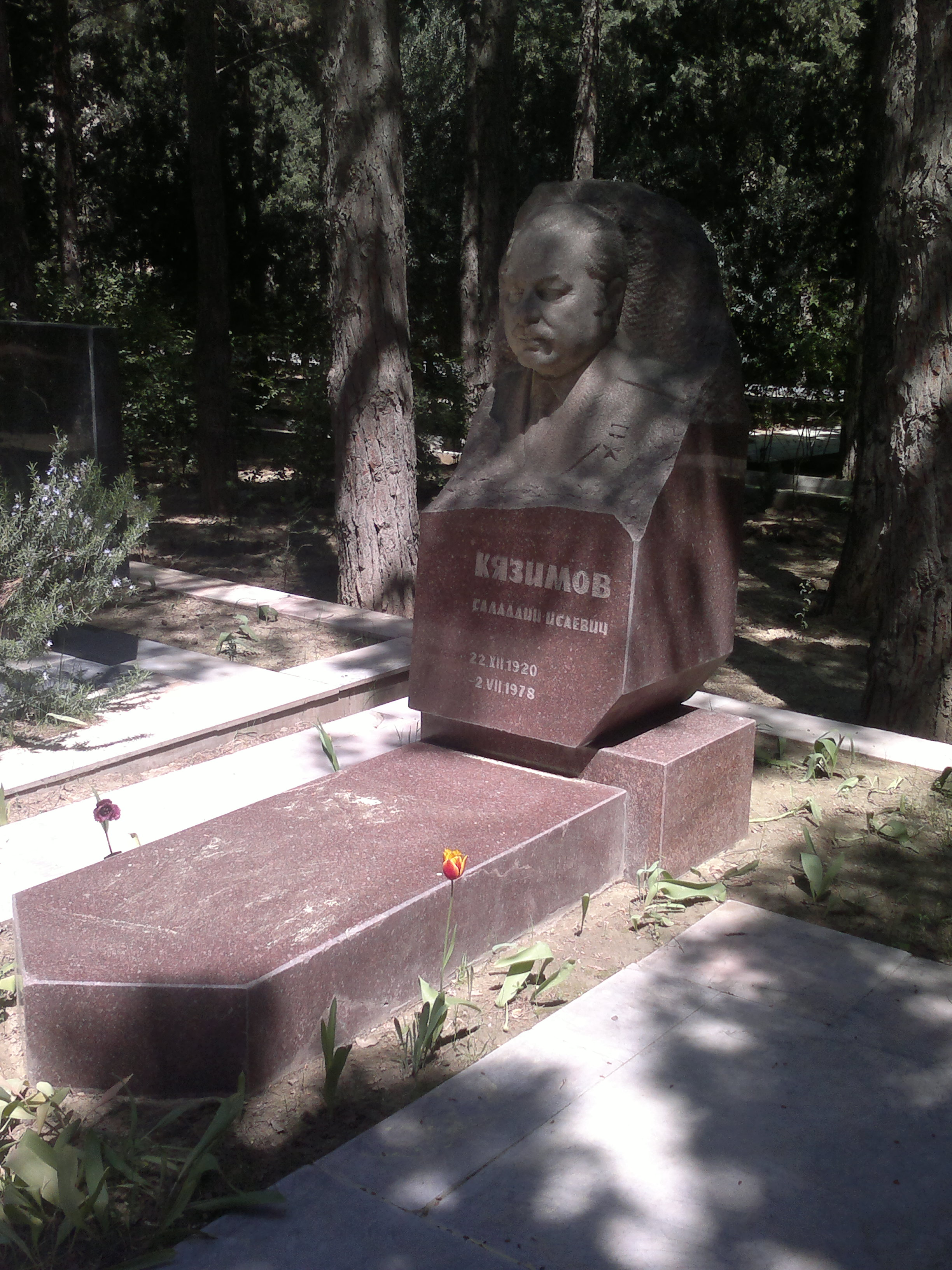
Надгробный памятник С. И. Кязимову в Баку

Указом Президиума Верховного Совета СССР от 16 октября 1943 года за мужество и героизм, проявленные при форсировании Днепра и захвате берегового плацдарма, старшему лейтенанту Салахаддину Иса оглы Кязимову присвоено звание Героя Советского Союза.
В начале 1944 года капитан Кязимов был назначен командиром дивизиона. Участвовал в боях по освобождению Польши. Войну закончил в Чехословакии. 9 мая 1945 года был ранен и попал в госпиталь.
После войны продолжал службу в системе МВД СССР, стал заместителем министра внутренних дел Азербайджанской ССР в звании генерал-майора внутренней службы.
29 июня 1978 года в служебном кабинете министра внутренних дел Азербайджанской ССР был застрелен сотрудником МВД республики З. Мурадовым (убившим также министра внутренних дел генерал-лейтенанта Арифа Гейдарова и помощника министра полковника Сафиханова), который после убийства застрелился.
Похоронен в Баку на Аллее почётного захоронения.
В Баку на здании по улице Самеда Вургуна, 196, где жил Герой Советского Союза Салахеддин Кязимов установлен барельеф.